# Louis Rémy Mignot
Pour les articles homonymes, voir Mignot.
 (mars 2013).
Louis Rémy Mignot, né le 3 février 1831 à Charleston en Caroline du Sud et mort le 22 septembre 1870 à Brighton, dans le Sussex de l'Est, en Angleterre, est un peintre américain d'origine française.

## Biographie
Louis Rémy Mignot est le fils de Rémy (1801-1848) et Élisabeth Mignot, originaire de Granville en Normandie. Ils émigrèrent aux États-Unis après le renversement de la Restauration française par les journées révolutionnaires des Trois Glorieuses de juillet 1830.
Rémy Mignot se remarie en 1834 (juste après la mort de sa première femme) avec Théonie Marie Louise Alexandrine de la Rivière (1819-1875), une fille d'immigrés français comme lui. Louis-Rémy, perdra son père qui, en 1848, est victime d'une insuffisance cardiaque. Son père s'opposa toute sa vie à son désir de devenir peintre : ce n'est donc qu'après son décès que Louis Rémy Mignot s'embarque pour les Pays-Bas afin de parfaire son éducation artistique à La Haye.
De retour aux États-Unis, il rejoint l'Hudson River School et s'attache à peindre des paysages nord-américains, notamment les chutes du Niagara en 1866, et plusieurs scènes hivernales ou crépusculaires des régions de la côte Est des États-Unis. Dès lors associé à ce mouvement pictural, c'est pourtant une part relativement modeste de tout l'œuvre peint de Mignot qui prend pour sujet les paysages de la Nouvelle-Angleterre.
Après un séjour de quelques mois au Panama et en Équateur en compagnie du peintre Frederic Edwin Church en 1857, il réalise de nombreux croquis et plusieurs toiles sur les forêts tropicales côtières et andines de l'Amérique latine.
Il aborde à quelques rares reprises la peinture historique. Dans un tableau de 1859, il peint, en collaboration avec Thomas Prichard Rossiter (1818-1871), la rencontre entre le marquis de Lafayette et George Washington à Mount Vernon de 1784.
En 1858, il est élu membre de l'Académie américaine de design comme correspondant, puis l'année suivante, comme membre à part entière.
La guerre de Sécession met un terme à ses projets artistiques en Amérique. Le 26 juillet 1862, il s'embarque pour l'Europe. À Londres, il expose à la Royal Academy.
Louis Rémy Mignot est par la suite de plus en plus attiré par Paris et finit par s'y installer. Il peint alors des vues de la capitale et expose au Salon de Paris. La guerre de 1870 entre la Prusse et la France met un terme à cette période heureuse et contraint une fois de plus l'artiste à devoir quitter son atelier et son lieu de vie. Affaibli par les privations de la guerre franco-prussienne et atteint de la variole, il s'en retourne à Londres, malade. Il meurt à Brighton le 22 septembre 1870.
Après la Commune de Paris de 1871, sa veuve retourne dans l'atelier parisien et rapporte les peintures et croquis à Londres où, en 1876, elle organise une exposition-vente en la mémoire de son époux.

## Galerie

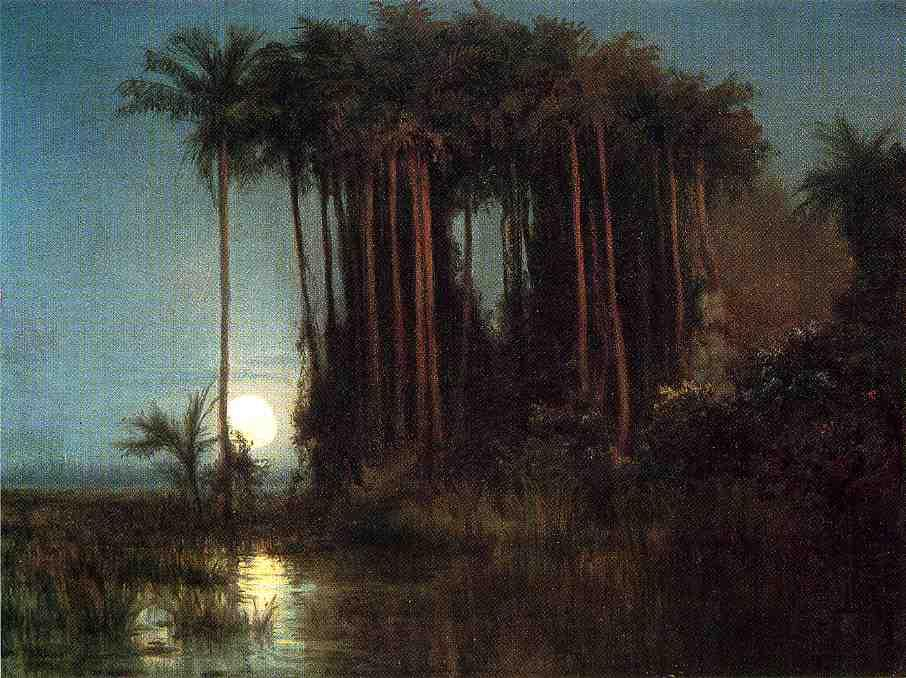
Marais en Équateur (1858), collection particulière
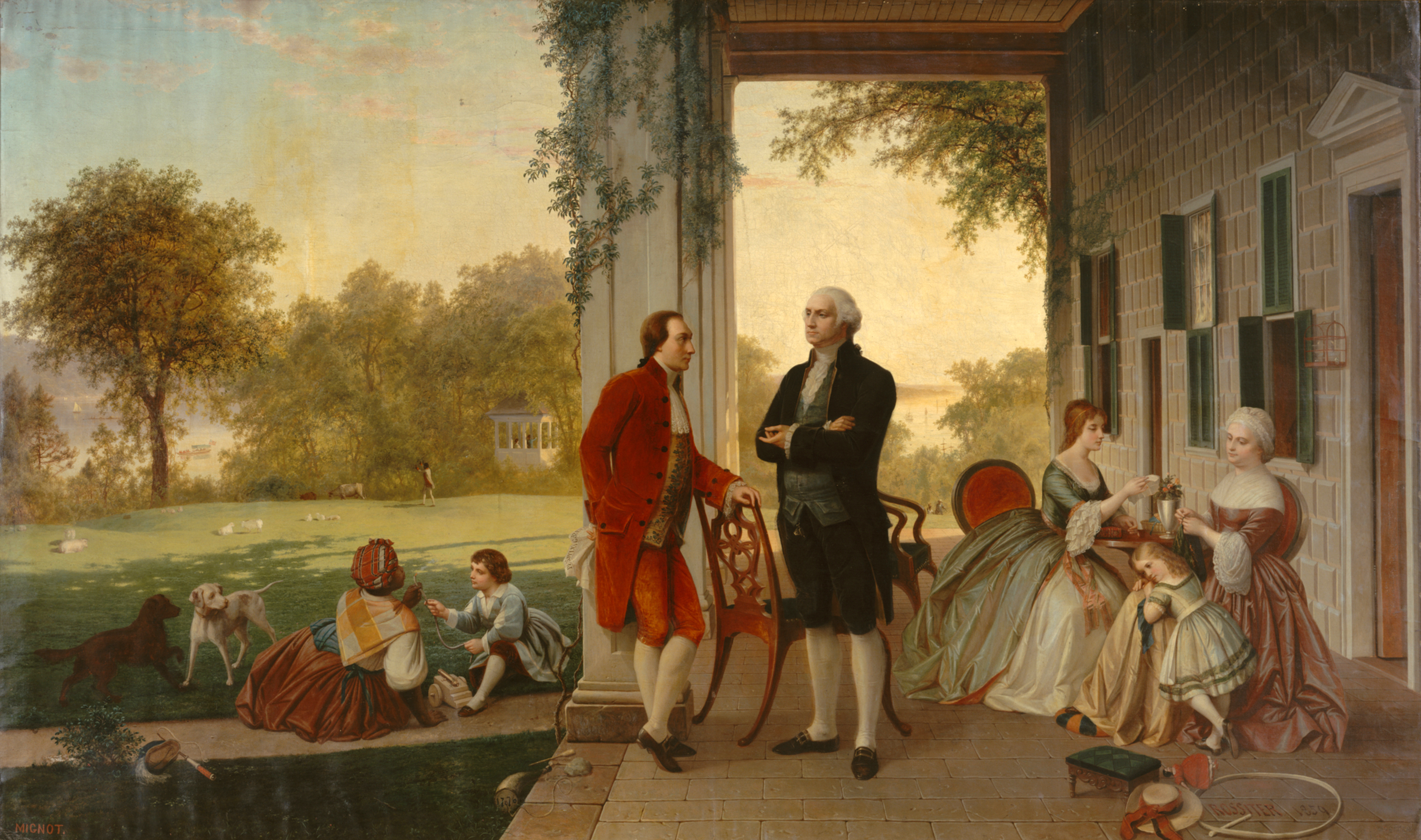
Lafayette et Washington à Mount Vernon en 1784 (1859), Metropolitan Museum of Art, New York
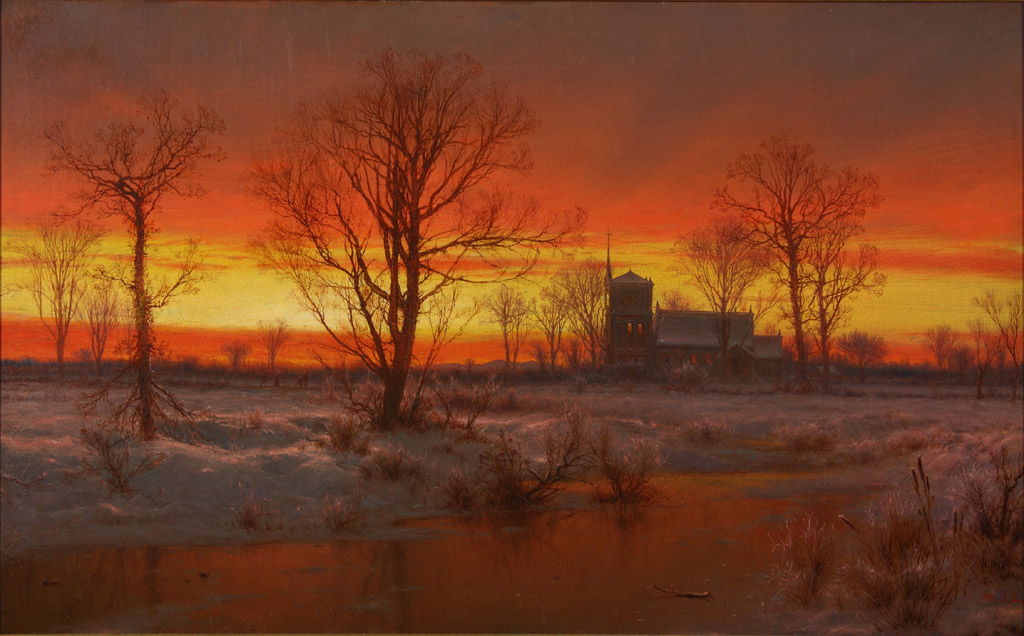
Coucher de soleil, hiver (1862), High Museum of Art, Atlanta
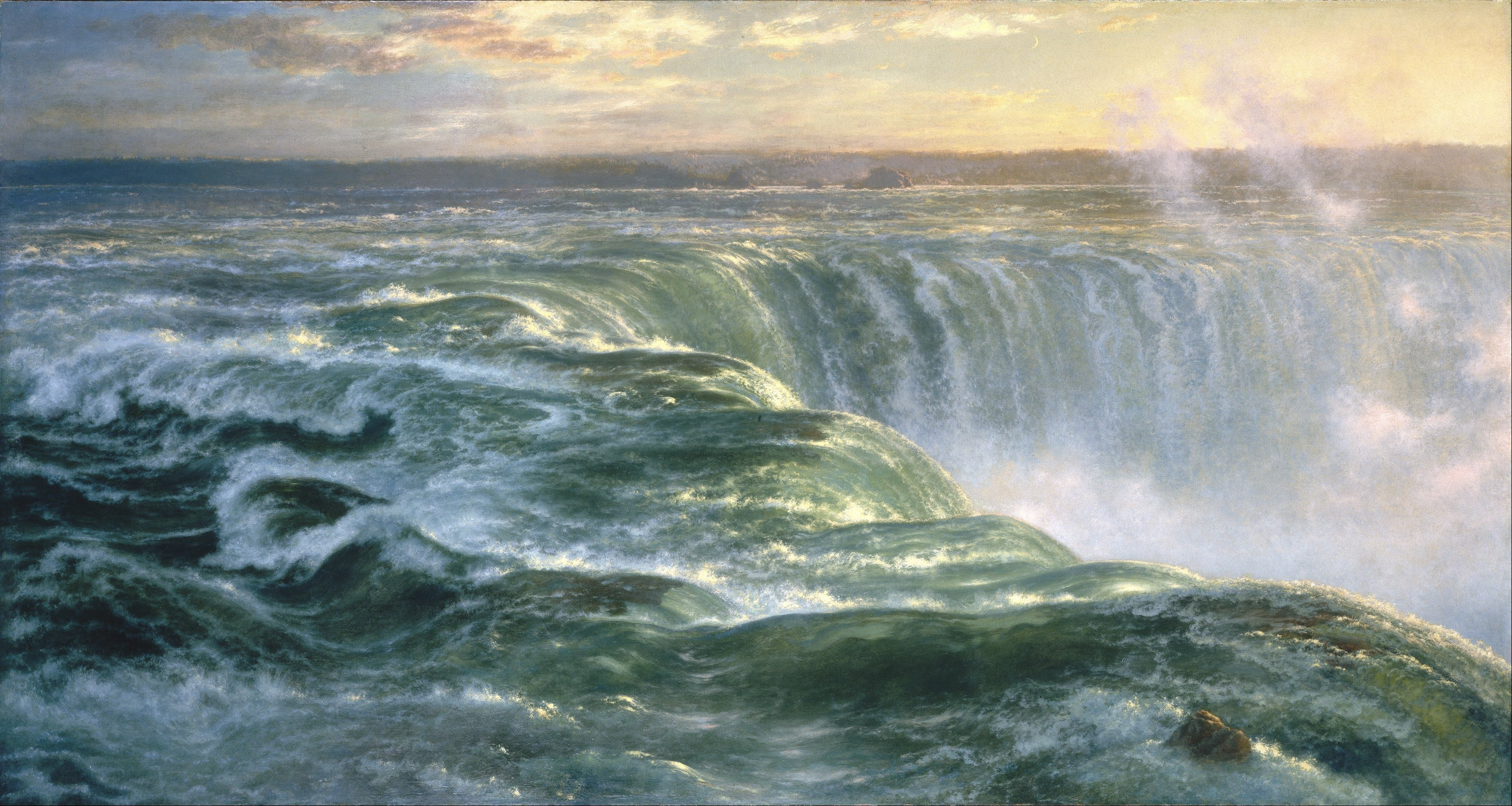
Les Chutes du Niagara (1866), Brooklyn Museum, New York
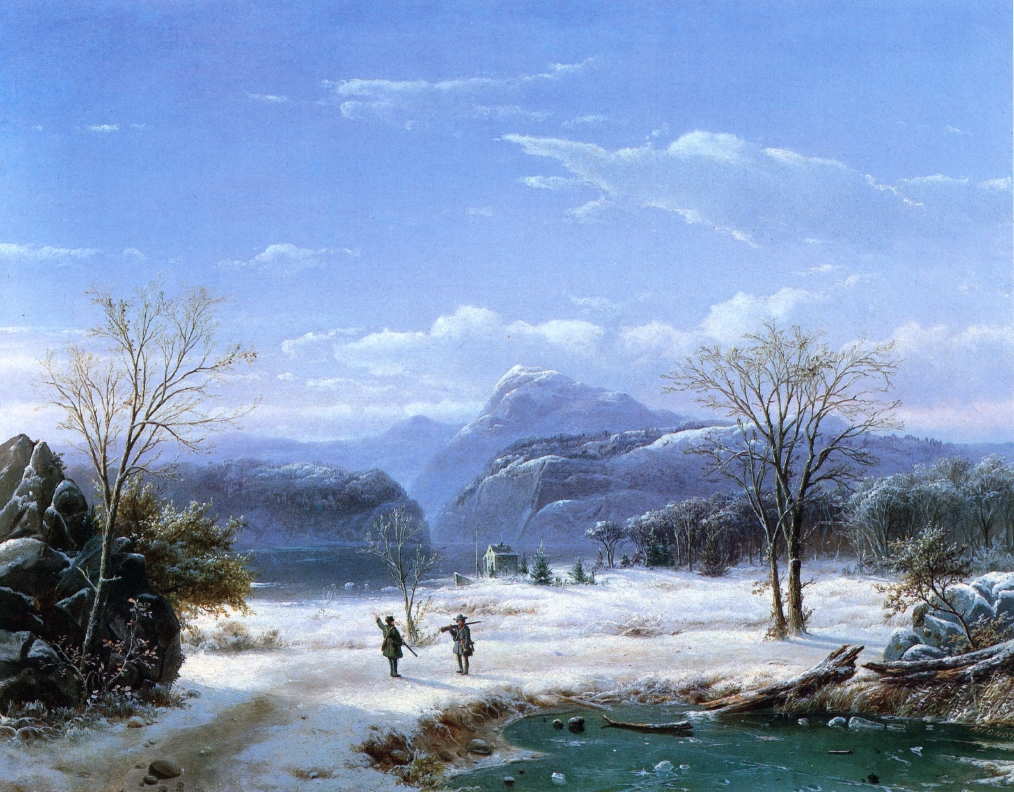
Paysage hivernal aux deux chasseurs (1856), collection particulière